# 科爾維爾 (阿肯色州)
科爾維爾（英語：Colville）是位於美國阿肯色州本頓縣的一個鬼鎮。

## 地理
科爾維爾所處的海拔為高於海平面371米（即1217英呎），而該地所採用的時區為UTC-6，即北美中部時區（CST）。同時該地設有夏令時間，為UTC-6調快一小時，即UTC-5（CDT）。